# Jay Emmanuel-Thomas
Jay Emmanuel-Thomas, född 27 december 1990, är en engelsk fotbollsspelare som spelar för thailändska PTT Rayong.

## Karriär
Som 16-åring var Emmanuel-Thomas lagkapten för Arsenals U18-lag. Sommaren 2008 skrev han proffskontrakt med klubben. Under säsongen 2008-09 gjorde han 39 framträdande för ungdomslagen och reservlaget och sammanlagt 7 mål. Den 24 januari 2010 gjorde han sin proffsdebut för Arsenal när han startade i den 4:e rundan av FA-cupen mot Stoke City.

### Blackpool
I augusti 2009 lånades Emmanuel-Thomas ut till Blackpool. Den 18 augusti gjorde han debut för klubben när han blev inbytt i den 57:e minuten i en match mot Derby. I sin första 90 minuters match den 21 augusti gjorde han sitt första mål i en 2-2-match mot Watford FC.

### Doncaster
Den 27 februari 2010 skrev han på ett låneavtal på en månad med Doncaster. Han gjorde debut samma dag när han blev inbytt i den 76:e minuten mot James Hayter. Han startade nästa match borta mot Bristol City där han gjorde 2 mål i en match som slutade med 5-2-vinst. Han förlängde senare kontrakt till resten av säsongen.

### Cardiff
Den 18 januari 2011 lånades Emmanuel-Thomas in av Cardiff City. På sin twittersida bekräftade han att han skrivit på ett lånekontrakt med Cardiff till resten av säsongen.

### PTT Rayong
I januari 2019 gick Emmanuel-Thomas till thailändska PTT Rayong.